# 工房絵
工房絵（こうぼうかい）とは、神奈川県平塚市の複合施設 麗にある授産所。同じ平塚市と、茅ヶ崎市に分場がある。

## 概要
社会福祉法人湘南福祉センターによって1992年に設立され、絵など制作活動が好きな障碍者ひとりひとりを表現者として扱う、アール・ブリュット（アウトサイダー・アート）を生み出す現場として日本を代表する存在である。代表的な作家である川村紀子の絵は、『キユーピー3分クッキング』のテキストの表紙にも使われた。2003年からは、アパレルウェブと提携し著作権を管理する体制を整えた。美術制作以外には、就労支援をメインに、パン製造や軽作業、農業なども行っている。別名に「Kai」があり、その名はハンス・クリスチャン・アンデルセンの『雪の女王』からとられた。